# Opération Iman
Guerre du Sahara Occidental
Batailles
L’opération Iman (« foi »), ou première bataille de l'Ouarkziz, est une opération militaire lancée en 1980 dans le cadre du conflit entre le Maroc et le Polisario. Elle est initiée par le colonel Dlimi dans le but dégager la ville de Zag isolée par les indépendantistes sahraouis. Plusieurs affrontements ont eu lieu durant l'opération, qui se termine par une défaite marocaine. Cette victoire du Polisario marque le point culminant d'une série de succès.

## Ordre de bataille

### Marocains
Les unités des forces armées marocaines sont regroupées en trois groupements, la force F1, la force F2 et la force F3. L'opération est sous le commandement du colonel-major Ahmed Dlimi, secondée par le colonel Hammou Arzaz, commandant du secteur de Zag,.
La force F1 est composée de certaines unités de la force Ouhoud, surnom de la 7e brigade marocaine, qui est alors la force marocaine la mieux équipée dans la zone. Elle engage le régiment du colonel Ahmed El Harchi,, le 8e régiment d'infanterie motorisée, soit 4 bataillons de 400 hommes, soutenus par une compagnie sur blindés légers VAB, un escadron d'automitrailleuses AML et 2 sections de mortiers de 120 mm,.
La force F2 est commandée par le commandant Hussein Mohattane. Elle engage un groupement de trois bataillons de 400 hommes, deux escadrons d'AML-90 et des unités d'appui,. Cette force est issue de l'unité nommée Zellagha (ou Zellaka), unité inexpérimentée constituée en janvier 1980. Un autre groupement issu de la force Zellagha est constitué par le bataillon du commandant Mahjoub Tobji (en), privé de ses unités d'appuis mais renforcé d'une compagnie de sahraouis loyalistes.
La garnison de Zag crée également une colonne, désignée F3, constituée de 2 000 soldats issus de 3 détachements d'intervention rapide (DIR), unités de loyalistes sahraouis. La force est soutenue selon le Polisario par des chars SK-105 et des mortiers lourds. Elle serait dirigée par le commandant Saïd Miloud.

### Polisario
Les forces du Polisario sont issues des 1re, 2e, 3e et 5e régions militaires, coordonnées entre elles par Mohamed Abdelaziz. Une région militaire regroupait à l'époque 4 bataillons. Lors des premiers combats, les forces sahraouies sont estimées à 2 000-3 000 hommes.

## Déroulement
Les forces F1 et F2 se regroupent à Lemsied et partent vers Lebouirate pour rejoindre la force F3.
Le 1er mars, la force F2 est attaquée par les forces du Polisario qui l'obligent à se replier dans la confusion sur Ametti, près de l'oued Draa. Les unités de la force F1 retraitent également, désorganisées par la fuite des unités de la force Zellaka. Les renforts marocains partis de Lemsied sont bloqués, tandis que la force F3 est repoussée dans le djebel Ouarkziz. Selon le commandant Tobji, l'aviation marocaine aurait bombardé son unité, membre de la force F2. Le front Polisario revendique la « mise hors de combat » de 1 357 soldats de la colonne Zellagha.
Le commandement marocain décide alors de relancer l'attaque entre le col de Em Gueb et Zag le 9 mars, en progressant parallèlement à l'oued vers le Sud. Le bataillon Tobji est notamment réduit à 10 jeeps de volontaires renforcées de 12 AML, le reste du bataillon ayant été laissé en arrière. La colonne est forte de plus de deux mille hommes. Le 11 mars à 5 h, les unités sahraouies des 1re et 5e régions attaquent de front, tandis que les 2e et 3e régions prennent les Marocains de flanc. Le capitaine Mohamed El Youssi, capturé par le Polisario, compare la fuite des Marocains aux moutons de Panurge, la fuite de quelques soldats ayant entraîné la fuite des autres face à 300 ennemis.
Du 9 au 11 mars, le front Polisario annonce avoir fait 108 prisonniers. Selon les communiqués indépendantistes, 659 soldats marocains auraient été tués et près de 600 blessés. Les unités marocaines, défaites, se replient sur Assa. La force F3 ne rejoint pas Zag, ce qui prive la garnison de ses unités lourdes.

## Conséquences

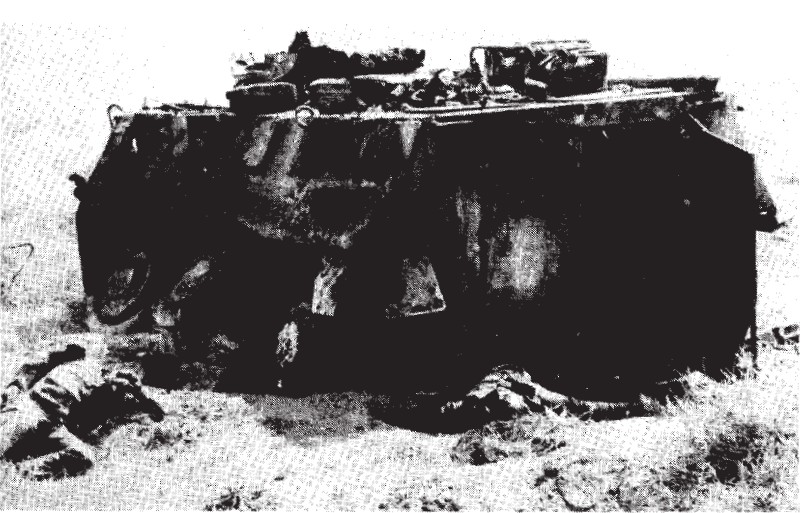
Un VAB marocain détruit par le Polisario.

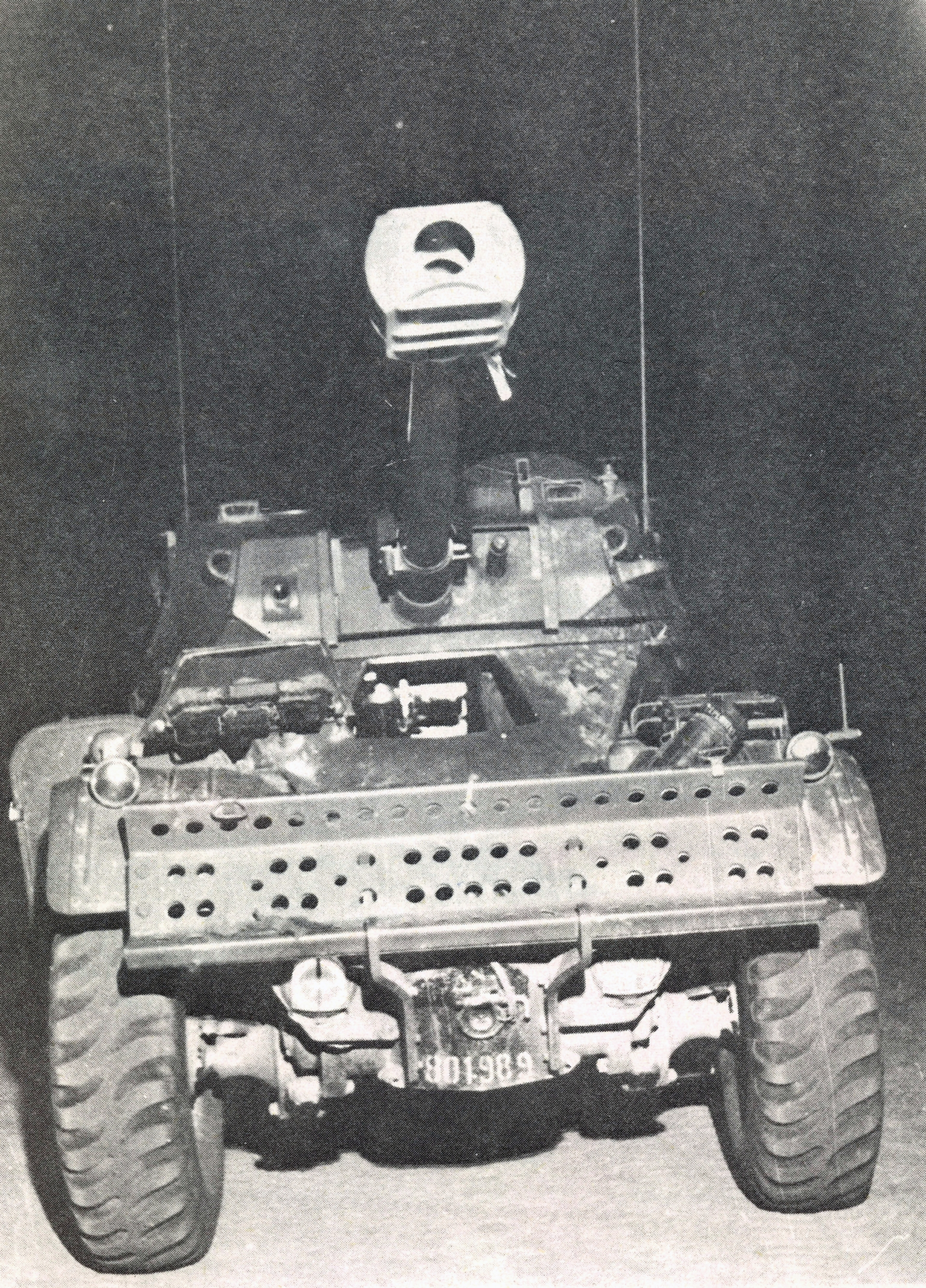
Une automitrailleuse d'origine sud-africaine capturée par le Polisario durant la bataille.

### Pertes marocaines
Le Maroc aurait perdu « peut-être 500 tués » tandis que le Polisario fait 137 prisonniers. Les historiens du Polisario revendiquent également la capture de 36 AML-90, de 3 VAB, de 105 Land Rover et jeeps, de 37 camions, de 9 canons de 106 mm, de 6 canons ZU-23-2, de 6 mortiers de 120, de 8 mortiers de 81, de 20 mitrailleuses de 12,7 mm, de 23 RPG-7, de 80 mitrailleuses MAG et AA-52 et de plusieurs centaines de fusils FAL et Kalachnikov,. Des journalistes venus sur place ont pu observer des douzaines de cadavres de soldats marocains brûlés et leurs véhicules détruits.

### Pertes du Polisario
D'après l'ambassadeur marocain à Washington, les rebelles auraient également subi de lourdes pertes et auraient eu à retraiter vers Tindouf en Algérie. En réalité, la région autour de Zag ne sera sécurisée par le Maroc qu'en mai 1980.

### Présence de matériels sud-africains
Parmi le matériel capturé par le Polisario figurent six Eland Mk 6, AML-90 fabriquées en Afrique du Sud, alors sous régime de l'apartheid.